# Christian Thomasius
Christian Thomas o Thomasius (Leipzig, 1 de gener de 1655 - Halle (Saale), 23 de setembre de 1728), filòsof, jurisconsult i periodista alemany de la Il·lustració (Aufklärung) fill del filòsof Jakob Thomasius (1622-1684).

## Biografia
A través de les lliçons del seu pare, va caure sota l'influx de la filosofia política iuisnaturalista d'Hugo Grotius i Samuel Pufendorf, i va continuar l'estudi del dret a Frankfurt. El 1684 va començar a ensenyar dret natural a Leipzig i a la Universitat de Halle, que va fundar ell mateix. Se'l considera un dels fundadors del periodisme a Alemanya, amb la creació de la primera revista mensual en alemany, el seu Monatsgespräche, en el qual atacava els prejudicis i supersticions obscurantistes i antiracionalistes tradicionals, esdevenint una espècie de pare Benito Jerónimo Feijoo alemany. Però el que li va comportar la persecució de l'església luterana van ser les seves simpaties pel pietisme o il·luminisme de Spener i Franck i la seva defensa del lliure matrimoni entre calvinistes i luterans, de manera que va haver de fugir de Leipzig en ser denunciat en 1690, i es va refugiar a Berlín primer, on Frederic de Prússia va donar suport al seu projecte de crear la Universitat de Halle (1694), una de les càtedres de la qual va ocupar, i de la que va acabar essent rector. També va fundar i va escriure altres diaris, com Einleitung zur Vernunftlehre (1691, cinquena ed. 1719). Com a filòsof del dret experimentà la influència de Samuel Pufendorf i John Locke. Va escriure en llatí i en alemany.
Criticà la visió metafísica de la filosofia i defensava que el seu valor resideix en la seva utilitat: contribuir tant al bé comú o social, com a la felicitat i benestar de l'individu. La filosofia és un instrument de progrés i ha d'alliberar-se de les influències de la tradició. Se situa en una línia empirista en afirmar que l'experiència és la font del coneixement i els sentits assenyalen els límits del nostre coneixement.

## Obres
- "Introducció a la doctrina de la raó" (1691).
- "Historie der Weisheit und Torheit" (3 vols., 1693).
- "Assaig sobre l'essència de l'esperit humà" (1699).
- "Kurze Lehrsätze van dem Laste der Zauberei mit dem Hexenprozess" (1704).
- "Fonaments del dret natural i internacional segons el sentit comú" (1705).
- "Weitere Erläuterungen der Neuer Wissenschaft andere Gedanken Kenner zu lernen" (1711).
- "Vernünflige Gedanken über allerhand auserlesene und juristische Handel" (1720 - 1721).